# Буско-Здрој
Буско-Здрој (слушај) је Пољско лечилиште у Светокришком војводству, буски повјат. Налази се у југоисточно делу Пољске.
Буско-Здрој има 17.120 становника, површине је 1.228 ha (12,28 km²), док је општина површине 24.816 ha.
Структура површине: Укупно земљиште - 23.588 ha, обрадиво земљиште - 18.644 ha, шуме - 1.532 ha, воде - 207 ha, реке- 16,7 ha.
.

## Становништво
Према прелиминарним подацима са пописа, у граду је 2011. живело 17.120 становника.
| 2002.  | 2011.  | 2012.  |
| ------ | ------ | ------ |
| 17.686 | 17.120 | 16.860 |

## Партнерски градови
- Сигетсентмиклош
- Штајнхајм